# Nazerath
Nazerath là một thị xã panchayat của quận Toothukudi thuộc bang Tamil Nadu, Ấn Độ.

## Nhân khẩu
Theo điều tra dân số năm 2001 của Ấn Độ, Nazerath có dân số 16.943 người. Phái nam chiếm 48% tổng số dân và phái nữ chiếm 52%. Nazerath có tỷ lệ 84% biết đọc biết viết, cao hơn tỷ lệ trung bình toàn quốc là 59,5%: tỷ lệ cho phái nam là 85%, và tỷ lệ cho phái nữ là 83%. Tại Nazerath, 10% dân số nhỏ hơn 6 tuổi.